# Norwegische Meisterschaften im Biathlon 1978
Die norwegischen Meisterschaften im Biathlon 1978 fanden am 28. Februar in der Kommune Molde, Provinz Møre og Romsdal sowie am 11. und 12. März 1978 in Voss in der Provinz Hordaland statt. Ausgetragen wurden ein Einzel- und ein Sprintrennen sowie ein Staffelwettkampf.

## Männer

### Einzel (20 km)
| Platz | Starter          | Verein      | Zeit | Fehler |
| ----- | ---------------- | ----------- | ---- | ------ |
| 1     | Svein Engen      | Ringerike   |      |        |
| 2     | Rune Røli        | HV-13       |      |        |
| 3     | Sigleif Johansen | Skjervøy    |      |        |
| 4     | Stig Kvistad     |             |      |        |
| 5     | Terje Kjøllmoen  | Folldal     |      |        |
| 6     | Terje Krokstad   | Krokstadøra |      |        |

Start: 28. Februar 1978

### Sprint (10 km)
| Platz | Starter          | Verein      | Zeit | Fehler |
| ----- | ---------------- | ----------- | ---- | ------ |
| 1     | Sigleif Johansen | Skjervøy    |      |        |
| 2     | Odd Lirhus       | Voss        |      |        |
| 3     | Svein Engen      | Ringerike   |      |        |
| 4     | Terje Krokstad   | Krokstadøra |      |        |
| 5     | Odd Pedersen     |             |      |        |
| 6     | Tor Northug      |             |      |        |

Start: 11. März 1978

### Staffel (4 × 7,5 km)
| Platz | Starter                                                    | Region            | Zeit      |
| ----- | ---------------------------------------------------------- | ----------------- | --------- |
| 1     | Sigvart Bjøntegaard Ola Lunde Kjell Søbak Tor Svendsberget | Østerdal          | 1:46:43 h |
| 2     | Heine Skogseid Målvin Hårklau Jakob Skogseid Odd Lirhus    | Hardanger og Voss | 1:47:34 h |
| 3     | Hans Gulbrandsen Nils Sørensen Svein Engen Ivar Olsen      | Ringerike         | 1:48:45 h |

Start: 12. März 1978